# Adesmus ocellatus
Adesmus ocellatus là một loài bọ cánh cứng trong họ Cerambycidae.